# Zhivotnovod
Zhivotnovod (del ruso: Животновод) es un posiólok del raión de Novopokróvskaya del krai de Krasnodar, en Rusia. Está situado 15 km al sur de Novopokróvskaya y 158 km al nordeste de Krasnodar, la capital del krai. Tenía 222 habitantes en 2010.
Pertenece al municipio Pokróvskoye.